# درع مريش
الدرع المَرِيْش هو نوع من الدروع الرومية. سُمّي بهذا الاسم لمظهره المريش بسبب الصفائح المعدنية الشبيهة بالريش والتي تسمى الريشات وهي مرتبطة بحلقات بيضوية.